# DENIS J081730.0-615520
DENIS J081730.0−615520 är en ensam stjärna i mellersta delen av stjärnbilden Kölen. Den har en skenbar magnitud av ca 13,6 och kräver ett kraftfullt teleskop för att kunna observeras. Baserat på parallax Gaia Data Release 3 på ca 191,8 mas, beräknas den befinna sig på ett avstånd på ca 17 ljusår (ca 5 parsek) från solen.

## Egenskaper
DENIS J081730.0−615520 är en brun dvärgstjärna av spektralklass T6. Den har en massa som är ca 0,015 solmassa, en radie som är ca 0,94 solradier och har en effektiv temperatur av ca 950 K.
DENIS J081730.0-615520 är den näst närmaste isolerade dvärgen av spektraltyp T från solen (efter UGPS J0722−0540 ) och den femte närmaste (även efter Epsilon Indi Bab och SCR 1845-6357 b) om man tar hänsyn till dvärgar i flerstjärnsystem. Den är också den ljusaste T-dvärgen på himlen (i J-bandet) men har missats tidigare på grund av dess närhet till det galaktiska planet.